# Aristolochia lutea
Aristolochia lutea Desf. è una pianta perenne appartenente alla famiglia delle Aristolochiacee.

## Etimologia
Aristolochia dal greco àristos (ottimo) e locheia (parto), per la credenza popolare secondo cui tali piante facilitano il parto.

## Descrizione
Pianta alta 10–30 cm; fusto striato, ascendente; foglie a lamina robusta con nervatura reticolata, a margine cordato-reniforme; involucro fiorale (perianzio) confluente tramite un breve picciolo sul fusto, ingrossato alla base poi fortemente allungato, di colore giallo verde chiaro, con sfumature rossastre nella parte terminale.

## Distribuzione e habitat
La specie è diffusa in Europa meridionale e orientale e in Asia minore.
Pianta poco comune, fiorisce da aprile a maggio nei boschi fino a 800 m.